# 0976
0976 è il prefisso telefonico del distretto di Muro Lucano, appartenente al compartimento di Potenza.
Il distretto comprende la parte occidentale della provincia di Potenza. Confina con i distretti di Sant'Angelo dei Lombardi (0827) a nord, di Melfi (0972) e di Potenza (0971) a est e di Battipaglia (0828) a ovest.

## Aree locali e comuni
Il distretto di Muro Lucano comprende 7 comuni compresi nell'unica area locale di Muro Lucano (ex settori di Muro Lucano e San Fele). I comuni compresi nel distretto sono: Bella, Castelgrande, Muro Lucano, Pescopagano, Rapone, Ruvo del Monte e San Fele .